# José Luis Gallego
José Luis Gallego García (Barcelona, 1964) és un naturalista, periodista ambiental i escriptor. El 2003 va rebre el premi de Medi Ambient de la Generalitat. Ha treballat com a director, guionista i presentador de documentals i sèries de televisió com Terra Verda i Naturalmente, ambdues per a TVE o Riu Avall per a TV3, i ha format part de diversos programes a Barcelona TV i Televisió de Catalunya. Amb més de 30 anys de trajectòria professional a la ràdio (COM Ràdio, Cadena SER, Punto Ràdio, Ràdio 4 i Catalunya Ràdio) col·labora des dels seus inicis al programa Julia en la Onda, que presenta i dirigeix Julia Otero a Onda Cero. Ha estat col·laborador de diaris, com ara La Vanguardia, El País, El Periódico o El Diario i actualment és el Cap de Medi Ambient i Sostenibilitat d'El Confidencial. Ha estat ponent en cursos universitaris i seminaris d'educació ambiental i conferenciant sobre ecologia participativa i ciutadania responsable. Ha rebut nombrosos premis pel seu treball i és considerat una de les deu personalitats més influents de l'Estat en temes de medi ambient L'escriptor Ignasi Riera el va definir com un «ecologista pur».
Gallego és un autor molt prolífic; des de 1997, pràcticament, ha publicat un llibre cada any. L'autor ha publicat llibres en català i castellà sobre temes molt diversos, sempre relacionats amb la natura, com ara, geografia, ecologia, ecologia domèstica, contes, guies de natura, reciclatge, economia, bolets, canvi climàtic, etc. Algunes de les seves darreres obres són: Plastic detox (2019), Libros Cúpula, Editorial Planeta; Circulando hacia una nueva economía (2020), Editorial Profit; Un país a 50 °C (2020), ED Libros, o Et necessitem (2021). Editorial La Galera.
José Luis Gallego és Enginyer de Forests d'Honor per la Universitat Politècnica de Madrid.